# 紀元前473年
紀元前473年（きげんぜん473ねん）は、ローマ暦の年である。
当時は、「マメルクスとユッルスが共和政ローマ執政官に就任した年」として知られていた（もしくは、それほど使われてはいないが、ローマ建国紀元281年）。紀年法として西暦（キリスト紀元）がヨーロッパで広く普及した中世時代初期以降、この年は紀元前473年と表記されるのが一般的となった。

## 他の紀年法
- 干支 : 戊辰
- 日本
  - 皇紀188年
  - 孝昭天皇3年
- 中国
  - 周 - 元王4年
  - 秦 - 厲共公4年
  - 晋 - 出公2年
  - 楚 - 恵王16年
  - 斉 - 平公8年
  - 燕 - 孝公25年
  - 趙 - 襄子3年
- 朝鮮
  - 檀紀1861年
- ベトナム :
- 仏滅紀元 : 72年
- ユダヤ暦 : 3288年 - 3289年

## できごと

### 中国
- 邾の隠公が斉から越に逃れた。越が隠公を帰国させると、邾の太子革は越に亡命した。
- 越が呉を滅ぼし、呉王夫差は自ら縊死した。

### 日本
- 現在の埼玉県さいたま市に氷川神社が建立された。

## 死去
- 夫差 - 呉の最後の王